# Tommy Lumley
Ilderton Thomas Lumley (9 tháng 12 năm 1924 – 17 tháng 12 năm 2009) là một cầu thủ bóng đá người Anh thi đấu ở vị trí tiền đạo ở Football League.